# Allophylus crassinervis
Allophylus crassinervis är en kinesträdsväxtart som beskrevs av Ludwig Radlkofer. Allophylus crassinervis ingår i släktet Allophylus och familjen kinesträdsväxter. Inga underarter finns listade i Catalogue of Life.